# Судьбин, Евгений Олегович
Евгений Олегович Судьбин (англ. Yevgeny Sudbin; род. 19 апреля 1980, Ленинград) — британский пианист.

## Биография
Из еврейской семьи. Начинал учиться музыке у матери (его родители познакомились во время учёбы в Ленинградской консерватории) и в школе при Ленинградской консерватории (класс Любови Певзнер). В десятилетнем возрасте вместе с родителями и сестрой Анной по туристической визе эмигрировал в Берлин, где его отец вскоре умер от рассеянного склероза. Мать, Лора Абрамовна Судьбина (урождённая Лезнова) работала преподавателем фортепиано в Музыкальной гимназии Карла Филиппа Эммануила Баха и в музыкальной школе в Потсдам-Миттельмарке.
В Берлине Судьбин продолжил занятия с Любовью Певзнер; учился в Высшей школе музыки имени Эйслера, выиграл несколько немецких музыкальных конкурсов. В 1997 году был направлен для продолжения учёбы в Великобританию, учился у Кристофера Элтона в Королевской академии музыки, занимался также под руководством Марии Курчо, Стивена Хафа, Мюррея Перайи и др. В 2003 г. дебютировал в Уигмор-холле, в 2008 г. — на БиБиСи-Промс.
С сентября 2010 — приглашённый профессор фортепиано в Королевской академии музыки.

### Семья
Жена — Салли Вэй (англ. Sally Wei), пианистка; двое детей:
- дочь — Изабелла И-Нин (англ. Isabella Yi-Ning; р. 2010)[3][8].

## Творчество
Ключевыми для своего репертуара авторами Судьбин называет Доменико Скарлатти, Александра Скрябина и Сергея Рахманинова.
Записи Судьбина выходят на шведском лейбле BIS Records; среди них, в частности, концерты Рахманинова, Скрябина, Чайковского, Метнера и Бетховена (дирижёры Осмо Вянскя, Джон Нешлинг, Грант Ллевеллин, Лань Шуй), сонаты Скарлатти и Гайдна и др.

## Награды и признание
- 1-я премия Международного конкурса пианистов в Усти-на-Лабе (Чехия)
- 1-я премия пражского «Концертино»
- премия Дублинского международного конкурса пианистов
- Лондонская Вандомская премия (Vendom Prize; 2000)
- Cannes Classical Awards[англ.] (2008).